# Pianosonate nr. 9 (Beethoven)
Pianosonate nr. 9 in E majeur, op. 14 nr. 1, is een pianosonate van Ludwig van Beethoven. Het stuk is voor Josefa von Braun geschreven tussen 1798 en 1799. De duur van het stuk is circa 14 minuten.

## Onderdelen
Het stuk bestaat uit drie delen:
- I Allegro
- II Allegretto
- III Rondo: Allegro comodo

### Allegro
Dit is het eerste deel van de sonate. Het deel is geschreven in E majeur. Het tweede thema is in B major. Het stuk ontwikkelt zich met veel arpeggios voor de linkerhand, maar eindigt zachtjes. Het duurt circa 7 minuten en heeft een 4/4 maat.

### Allegretto
Dit is het tweede deel van de sonate. Het heeft de vorm van een menuet en begint in E minor. Het trio staat in C majeur. De maatsoort van het stuk van circa 3 minuten is 3/4.

### Rondo: Allegro comodo
Dit is het derde en laatste deel van de sonate. Het is een levendig stuk in E majeur met een 2/2 maat en duurt circa 4 minuten.